# Sportverein Darmstadt 1898 1978-1979
Questa voce raccoglie le informazioni riguardanti lo Sportverein Darmstadt 1898 nelle competizioni ufficiali della stagione 1978-1979.

## Stagione
Nella stagione 1978-1979 il Darmstadt, allenato da Lothar Buchmann e Klaus Schlappner, concluse il campionato di Bundesliga al 18º posto. In Coppa di Germania il Darmstadt fu eliminato al terzo turno dall'Ulma.

## Rosa
| N. |                     | Ruolo | Calciatore         |
| -- | ------------------- | ----- | ------------------ |
|    | Germania (bandiera) | P     | Dieter Rudolf      |
|    | Germania (bandiera) | P     | Karl-Heinz Seyffer |
|    | Germania (bandiera) | D     | Otto Frey          |
|    | Germania (bandiera) | D     | Gerhard Kleppinger |
|    | Germania (bandiera) | D     | Dietmar Schabacker |
|    | Germania (bandiera) | D     | Willi Wagner       |
|    | Germania (bandiera) | D     | Edwin Westenberger |
|    | Germania (bandiera) | C     | Walter Bechtold    |
|    | Germania (bandiera) | C     | Manfred Drexler    |
|    | Germania (bandiera) | C     | Kurt Eigl          |
|    | Germania (bandiera) | C     | Uwe Hahn           |

| N. |                          | Ruolo | Calciatore          |
| -- | ------------------------ | ----- | ------------------- |
|    | Germania (bandiera)      | C     | Jürgen Kalb         |
|    | Germania (bandiera)      | C     | Bernhard Metz       |
|    | Germania (bandiera)      | C     | Heinz-Rudolf Weiler |
|    | Germania (bandiera)      | C     | Willibald Weiss     |
|    | Germania (bandiera)      | A     | Peter Cestonaro     |
|    | Corea del Sud (bandiera) | A     | Cha Bum-kun         |
|    | Germania (bandiera)      | A     | Rainer Korlatzki    |
|    | Germania (bandiera)      | A     | Hans Lindemann      |
|    | Germania (bandiera)      | A     | German Meier        |
|    | Germania (bandiera)      | A     | Joachim Weber       |

## Organigramma societario
Area tecnica
- Allenatore: Klaus Schlappner
- Allenatore in seconda:
- Preparatore dei portieri:
- Preparatori atletici:

## Calciomercato

### Sessione estiva
| Acquisti | Acquisti            | Acquisti        | Acquisti |
| R.       | Nome                | da              | Modalità |
| -------- | ------------------- | --------------- | -------- |
| C        | Heinz-Rudolf Weiler | FSV Francoforte |          |
| C        | Kurt Eigl           | Amburgo         |          |
| C        | Jürgen Kalb         | Karlsruhe       |          |

| Cessioni | Cessioni          | Cessioni         | Cessioni |
| R.       | Nome              | a                | Modalità |
| -------- | ----------------- | ---------------- | -------- |
| A        | Martin Bremer     | Waldhof Mannheim |          |
| C        | Herbert Dörenberg | VfR Bürstadt     |          |
| D        | Stefan Sprey      | Hanau            |          |

### Sessione invernale
| Acquisti | Acquisti | Acquisti | Acquisti |
| R.       | Nome     | da       | Modalità |
| -------- | -------- | -------- | -------- |

| Cessioni | Cessioni | Cessioni | Cessioni |
| R.       | Nome     | a        | Modalità |
| -------- | -------- | -------- | -------- |

## Risultati

### Bundesliga

#### Girone di andata
| Darmstadt 12 agosto 1978, ore 15:30 CEST 1ª giornata | Darmstadt | 0 – 0 referto | Hertha Berlino | Stadion am Böllenfalltor (25 000 spett.)\| Arbitro: \| Hennig \| |
| Arbitro:                                             | Hennig    |               |                |                                                                  |

| Arbitro: | Engel |

|                   |           |              |
| Cullmann 48’, 73’ | Marcatori | 5’ Cestonaro |

| Arbitro: | Assenmacher |

|                                             |           |           |
| Dremmler 52’ Merkhoffer 67’ Nickel 76’, 80’ | Marcatori | 20’ Weiss |

| Arbitro: | Burgers |

|                          |           |                       |
| Eigl 45’ Kalb 80’ (rig.) | Marcatori | 62’ Pirrung 72’ Riedl |

| Arbitro: | Eschweiler |

|                                       |           |                      |
| Steinkirchner 59’ Živaljević 67’, 68’ | Marcatori | 47’ Weber 85’ Wagner |

| Arbitro: | Heitmann |

|           |           |                                                             |
| Weber 42’ | Marcatori | 10’ Fanz 40’ Lund 55’ Seel 59’ (aut.) Weiss 69’, 81’ Allofs |

| Arbitro: | Stäglich |

|                       |           |          |
| Bertl 23’ Hartwig 69’ | Marcatori | 65’ Eigl |

| Arbitro: | Redelfs |

|                             |           |                              |
| Hahn 31’ Kalb 63’ Weber 72’ | Marcatori | 16’ Burgsmüller 64’ Augustin |

| Arbitro: | Luca |

|                                          |           |                                  |
| Dubski 20’ Weber 55’ Jara 58’ Alhaus 62’ | Marcatori | 1’ Weiss 44’ Weber 70’, 72’ Hahn |

| Arbitro: | Hontheim |

|           |           |                         |
| Weiss 68’ | Marcatori | 43’ Fischer 88’ Demange |

| Arbitro: | Aldinger |

|                                   |           |  |
| Borchers 18’ Grabowski 73’ (rig.) | Marcatori |  |

| Arbitro: | Gabor |

|          |           |           |
| Eigl 40’ | Marcatori | 20’ Graul |

| Arbitro: | Walz |

|                     |           |          |
| Breitner 57’ (rig.) | Marcatori | 89’ Hahn |

| Arbitro: | Barnick |

|                    |           |  |
| Weber 10’ Metz 76’ | Marcatori |  |

| Arbitro: | Ahlenfelder |

|                                  |           |  |
| Wunder 39’ Röber 60’ Røntved 66’ | Marcatori |  |

| Arbitro: | Linn |

|                                     |           |                 |
| Bechtold 40’ Cestonaro 63’ Hahn 87’ | Marcatori | 55’ (rig.) Bast |

| Arbitro: | Assenmacher |

|                             |           |  |
| Volkert 40’, 65’ Kelsch 60’ | Marcatori |  |

#### Girone di ritorno
| Arbitro: | Redelfs |

|             |           |  |
| Nüssing 35’ | Marcatori |  |

| Arbitro: | Niemann |

|  |           |             |
|  | Marcatori | 80’ Neumann |

| Arbitro: | Brückner |

|          |           |            |
| Eigl 90’ | Marcatori | 20’ Krause |

| Arbitro: | Barnick |

|                |           |  |
| Riedl 24’, 72’ | Marcatori |  |

| Arbitro: | Ohmsen |

|              |           |                                |
| Bechtold 75’ | Marcatori | 39’ Weyerich 83’, 85’ Szymanek |

| Arbitro: | Treib |

|                                            |           |  |
| Allofs 35’, 53’ Zimmermann 66’ (rig.), 79’ | Marcatori |  |

| Arbitro: | Ahlenfelder |

|               |           |                             |
| Cestonaro 15’ | Marcatori | 61’ (aut.) Kalb 69’ Hartwig |

| Dortmund 4 aprile 1979, ore 20:00 CEST 25ª giornata | Borussia Dortmund | 0 – 0 referto | Darmstadt | Westfalenstadion (19 000 spett.)\| Arbitro: \| Meuser \| |
| Arbitro:                                            | Meuser            |               |           |                                                          |

| Arbitro: | Roth |

|                          |           |  |
| Bechtold 50’ Drexler 86’ | Marcatori |  |

| Arbitro: | Niemann |

|                                     |           |                  |
| Abramczik 23’ Fischer 27’, 78’, 88’ | Marcatori | 65’, 87’ Drexler |

| Arbitro: | Walz |

|                   |           |  |
| Hahn 14’ Eigl 40’ | Marcatori |  |

| Arbitro: | Engel |

|                                                                     |           |  |
| Ellbracht 29’ Graul 44’ Westenberger 54’ (aut.) Eilenfeldt 64’, 74’ | Marcatori |  |

| Arbitro: | Waltert |

|          |           |                                     |
| Hahn 23’ | Marcatori | 17’, 90’ (rig.) Breitner 57’ Janzon |

| Arbitro: | Heitmann |

|                             |           |             |
| Schäfer 42’, 60’ Lienen 58’ | Marcatori | 79’ Drexler |

| Arbitro: | Kindervater |

|                                       |           |  |
| Cestonaro 9’, 87’ Bechtold 69’ (rig.) | Marcatori |  |

| Arbitro: | Gabor |

|              |           |                             |
| Eggeling 73’ | Marcatori | 78’ Bechtold 88’ Kleppinger |

| Arbitro: | Frickel |

|          |           |                                                                      |
| Metz 83’ | Marcatori | 17’ Müller 19’, 78’ Hoeneß 38’, 73’ Ohlicher 54’, 65’ (rig.) Volkert |

### Coppa di Germania
| Arbitro: | Clajus |

|                                             |           |               |
| Weber 14’, 80’ Cestonaro 35’ Kleppinger 42’ | Marcatori | 75’ Habermann |

| Arbitro: | Dölfel |

|                                |           |                         |
| Bechtold 1’ (rig.) Drexler 63’ | Marcatori | 50’ (aut.) Westenberger |

| Arbitro: | Vielsack |

|          |           |                                                           |
| Eigl 15’ | Marcatori | 14’ Schrade 33’ Nußbaumer 35’ Szupak 45’ Hiller 66’ Berti |

## Statistiche

### Statistiche di squadra
| Competizione      | Punti | In casa | In casa | In casa | In casa | In casa | In casa | In trasferta | In trasferta | In trasferta | In trasferta | In trasferta | In trasferta | Totale | Totale | Totale | Totale | Totale | Totale | DR  |
| Competizione      | Punti | G       | V       | N       | P       | Gf      | Gs      | G            | V            | N            | P            | Gf           | Gs           | G      | V      | N      | P      | Gf     | Gs     | DR  |
| ----------------- | ----- | ------- | ------- | ------- | ------- | ------- | ------- | ------------ | ------------ | ------------ | ------------ | ------------ | ------------ | ------ | ------ | ------ | ------ | ------ | ------ | --- |
| Bundesliga        | 21    | 17      | 6       | 4       | 7       | 25      | 31      | 17           | 1            | 3            | 13           | 15           | 44           | 34     | 7      | 7      | 20     | 40     | 75     | -35 |
| Coppa di Germania | -     | 3       | 2       | 0       | 1       | 7       | 7       | 0            | 0            | 0            | 0            | 0            | 0            | 3      | 2      | 0      | 1      | 7      | 7      | 0   |
| Totale            | 21    | 20      | 8       | 4       | 8       | 32      | 38      | 17           | 1            | 3            | 13           | 15           | 44           | 37     | 9      | 7      | 21     | 47     | 82     | -35 |

### Andamento in campionato
| Giornata  | 1  | 2  | 3  | 4  | 5  | 6  | 7  | 8  | 9  | 10 | 11 | 12 | 13 | 14 | 15 | 16 | 17 | 18 | 19 | 20 | 21 | 22 | 23 | 24 | 25 | 26 | 27 | 28 | 29 | 30 | 31 | 32 | 33 | 34 |
| --------- | -- | -- | -- | -- | -- | -- | -- | -- | -- | -- | -- | -- | -- | -- | -- | -- | -- | -- | -- | -- | -- | -- | -- | -- | -- | -- | -- | -- | -- | -- | -- | -- | -- | -- |
| Luogo     | C  | T  | T  | C  | T  | C  | T  | C  | T  | C  | T  | C  | T  | C  | T  | C  | T  | T  | C  | C  | T  | C  | T  | C  | T  | C  | T  | C  | T  | C  | T  | C  | T  | C  |
| Risultato | N  | P  | P  | N  | P  | P  | P  | V  | N  | P  | P  | N  | N  | V  | P  | V  | P  | P  | P  | N  | P  | P  | P  | P  | N  | V  | P  | V  | P  | P  | P  | V  | V  | P  |
| Posizione | 10 | 13 | 16 | 16 | 18 | 18 | 18 | 18 | 18 | 18 | 18 | 18 | 17 | 16 | 17 | 17 | 17 | 17 | 17 | 17 | 17 | 18 | 18 | 18 | 18 | 18 | 18 | 18 | 18 | 18 | 18 | 18 | 18 | 18 |

Legenda:

Luogo: C = Casa; T = Trasferta. Risultato: V = Vittoria; N = Pareggio; P = Sconfitta.

### Statistiche dei giocatori
| Giocatore       | Bundesliga | Bundesliga | Bundesliga  | Bundesliga | Coppa di Germania | Coppa di Germania | Coppa di Germania | Coppa di Germania | Totale   | Totale | Totale      | Totale     |
| Giocatore       | Presenze   | Reti       | Ammonizioni | Espulsioni | Presenze          | Reti              | Ammonizioni       | Espulsioni        | Presenze | Reti   | Ammonizioni | Espulsioni |
| --------------- | ---------- | ---------- | ----------- | ---------- | ----------------- | ----------------- | ----------------- | ----------------- | -------- | ------ | ----------- | ---------- |
| W. Bechtold     | 29         | 5          | 8           | 0          | 1                 | 1                 | 0                 | 0                 | 30       | 6      | 8           | 0          |
| M. Bremer       | 3          | 0          | 0           | 0          | 1                 | 0                 | 0                 | 0                 | 4        | 0      | 0           | 0          |
| P. Cestonaro    | 23         | 5          | 0           | 0          | 2                 | 1                 | 0                 | 0                 | 25       | 6      | 0           | 0          |
| B. Cha          | 1          | 0          | 0           | 0          | 0                 | 0                 | 0                 | 0                 | 1        | 0      | 0           | 0          |
| M. Drexler      | 22         | 4          | 5           | 0          | 2                 | 1                 | 1                 | 0                 | 24       | 5      | 6           | 0          |
| K. Eigl         | 33         | 5          | 4           | 0          | 3                 | 1                 | 2                 | 0                 | 36       | 6      | 6           | 0          |
| O. Frey         | 22         | 0          | 1           | 0          | 3                 | 0                 | 0                 | 0                 | 25       | 0      | 1           | 0          |
| U. Hahn         | 30         | 7          | 1           | 0          | 1                 | 0                 | 0                 | 0                 | 31       | 7      | 1           | 0          |
| J. Kalb         | 34         | 2          | 3           | 0          | 3                 | 0                 | 0                 | 0                 | 37       | 2      | 3           | 0          |
| G. Kleppinger   | 31         | 1          | 4           | 0          | 3                 | 1                 | 0                 | 0                 | 34       | 2      | 4           | 0          |
| R. Korlatzki    | 0          | 0          | 0           | 0          | 0                 | 0                 | 0                 | 0                 | 0        | 0      | 0           | 0          |
| H. Lindemann    | 11         | 0          | 0           | 0          | 3                 | 0                 | 0                 | 0                 | 14       | 0      | 0           | 0          |
| G. Meier        | 0          | 0          | 0           | 0          | 0                 | 0                 | 0                 | 0                 | 0        | 0      | 0           | 0          |
| B. Metz         | 23         | 2          | 0           | 0          | 1                 | 0                 | 0                 | 0                 | 24       | 2      | 0           | 0          |
| D. Rudolf       | 34         | 0          | 0           | 0          | 3                 | 0                 | 0                 | 0                 | 37       | 0      | 0           | 0          |
| D. Schabacker   | 6          | 0          | 0           | 0          | 1                 | 0                 | 0                 | 0                 | 7        | 0      | 0           | 0          |
| K. Seyffer      | 0          | 0          | 0           | 0          | 0                 | 0                 | 0                 | 0                 | 0        | 0      | 0           | 0          |
| W. Wagner       | 16         | 1          | 1           | 0          | 1                 | 0                 | 0                 | 0                 | 17       | 1      | 1           | 0          |
| J. Weber        | 33         | 5          | 4           | 0          | 3                 | 2                 | 0                 | 0                 | 36       | 7      | 4           | 0          |
| H. Weiler       | 17         | 0          | 1           | 0          | 1                 | 0                 | 0                 | 0                 | 18       | 0      | 1           | 0          |
| W. Weiss        | 34         | 3          | 3           | 0          | 3                 | 0                 | 0                 | 0                 | 37       | 3      | 3           | 0          |
| E. Westenberger | 34         | 0          | 4           | 0          | 3                 | 0                 | 0                 | 0                 | 37       | 0      | 4           | 0          |